# Nymphalis sardoa
Nymphalis sardoa är en fjärilsart som beskrevs av Otto Staudinger 1871. Nymphalis sardoa ingår i släktet Nymphalis och familjen praktfjärilar. Inga underarter finns listade i Catalogue of Life.